# Famulus (Roboter)
Famulus (Eigenschreibweise auch FAMULUS) war der weltweit erste sechsachsige Industrieroboter. Der Famulus wurde im Jahr 1973 von KUKA für die Automobilindustrie entwickelt und gefertigt. Er war gleichzeitig der erste Industrieroboter des Maschinenbauunternehmens KUKA.
Famulus verfügte über sechs elektrisch angetriebene Achsen. Damit kam das Unternehmen Forderungen der Automobilindustrie nach flexibleren Robotern mit mehr Achsen nach.